# Targionia nigra
Targionia nigra är en insektsart som beskrevs av Victor Antoine Signoret 1870. Targionia nigra ingår i släktet Targionia och familjen pansarsköldlöss. Inga underarter finns listade i Catalogue of Life.